# グレアムの法則
グレアムの法則 (Graham's law) は、1846年にトーマス・グレアムによって定式化された。グレアムは実験的に気体の浸出は、粒子の質量の平方根に逆比例することを発見した。この式は次のように書くことができる。
{\displaystyle {{\mbox{Rate}}_{1} \over {\mbox{Rate}}_{2}}={\sqrt {M_{2} \over M_{1}}}}
ここで、
Rate1は、気体1の浸出速度（単位時間当たりの体積またはモル数）
Rate2は、気体2の浸出速度
M1は、気体1の質量
M2は、気体2の質量
である。
グレアムの法則は、気体の浸出速度は、その分子量の平方根に逆比例することを述べている。そのため、気体1の分子量が気体2の4倍であれば、気体2は気体1の半分の速度で浸出する。グレアムの法則の完全に理論的な説明は、数年後に気体分子運動論を用いて行われた。グレアムの法則は、拡散により同位体を分離する方法の基礎となり、この方法は原子爆弾の開発に重要な役割を果たした。
グレアムの法則は、一度に1つの気体が穴から移動するような場合に最も正しくなる。別の気体の中で気体が拡散するような場合には、1つ以上の気体の運動が関わるため、近似的にしか成り立たない。

## 歴史
気体の拡散に関するグレアムの研究は、彼がヨハン・デーベライナーがガラス瓶の小さな割れ目から水素が漏出する速度は、周りの気体がビンの中に流入する速度よりも速いことを観測という話を読んだことに起因する。グレアムは、微細チューブと小さなオリフィスを経由して石膏プラグを通る気体の拡散速度を測定した。このようにして浸出の速度を遅らせ、量論的な研究が可能となった。今日我々が知る法則について1831年に初めて言及したグレアムは、溶液中の物質の拡散についても研究を続け、その過程でいくつかの溶液は実際には懸濁液のようになっており、粒子が大きくて羊皮紙のフィルターを通過しないことを発見すると、このような状態をコロイドと名付けた。
グレアムが研究をしている頃、分子量の概念が確立した。アメデオ・アヴォガドロが1811年に、同じ体積の異なる種類の気体は、同じ数の分子を含むと主張した。そのため、2つの気体の分子量の比は、同じ体積の気体の質量の比に等しくなる。アヴォガドロの洞察は、ジェームズ・クラーク・マクスウェルによる後の理論的研究の基礎となった。
気体分子運動論の最大の成功は、恐らく、気体の絶対温度は気体分子の平均運動エネルギーに比例することの発見である。全ての物体の運動エネルギーは、質量の半分と速度の2乗を掛け合わせた値に等しい。そのため、等しい運動エネルギーであれば、2つの異なる分子の速度は、それらの質量の平方根に逆比例するということになる。浸出速度は、単位時間当たりに開口部を通り抜ける分子の数で決まり、したがって平均分子速度で決まる。グレアムの法則は、同じ温度では分子の運動エネルギーが等しくなる結果として理解できる。

## 例
気体1を水素、気体2を酸素とすると、
{\displaystyle {{\mbox{Rate H}}_{2} \over {\mbox{Rate O}}_{2}}={{\sqrt {32}} \over {\sqrt {2}}}={{\sqrt {16}} \over {\sqrt {1}}}={\frac {4}{1}}}
したがって、水素分子は酸素分子よりも4倍速く浸出する。
グレアムの法則は、一方の気体が既知である場合にもう一方の気体のおおよその分子量を推定するためにも用いられる。
{\displaystyle {M_{2}}={M_{1}{\mbox{Rate}}_{1}^{2} \over {\mbox{Rate}}_{2}^{2}}}
グレアムの法則は、マンハッタン計画で最初の原子爆弾が作られた際に、天然のウラン鉱石からウラン235とウラン238を分離するための基礎としても用いられた。アメリカ合衆国政府は、1億ドルもの金額をかけてテネシー州クリントンにガス拡散工場を建設した。この工場で、ウラン鉱石から得られたウランが初めて六フッ化ウランに加工され、何度も拡散されて、徐々にウラン235の濃度が高められた。